# Língua butanesa
O butanês ou dzonga (རྫོང་ཁ་, transl. dzongkha) é a língua nacional e oficial do Reino do Butão.  A palavra dzonga significa a língua (kha) falada nas dzong ou jong, fortalezas monásticas estabelecidas fora do Butão pelo líder Shabdrung Ngawang Namgyel no século XVII.

## Relações
O butanês possui uma relação com o tibetano, tal como o cantonês está relacionado ao mandarim. Apesar das variedades faladas não serem inteligíveis, elas partilham, de uma maneira extensa, uma língua literária comum, bem como também a preservam como língua clássica usadas em funções religiosas. No Butão essa língua sagrada preservada é chamada Chöke (ཆོས་སྐད་).
Lingüisticamente, o butanês é uma língua bodíchica meridional pertencente ao grupo proposto das línguas tibeto-burmesas, um ramo do grupo das línguas sino-tibetanas. A língua dzongkha é intimamente relacionada ao siquimês, a língua nacional do reino predecessor de Siquim; e a outras línguas butanesas como o cho-cha-na-ca (Wylie: khyod ca nga ca kha), brokpa (me rag sag steng 'brog skad), brokkat (dur gyi 'brog skad), e o laka (la ka). O tibetano moderno é uma língua bodíchica central e assim pertence a diferentes sub-grupos.

## Distribuição geográfica
A língua butanesa e seus dialetos são a língua nativa de oito distritos ocidentais do Butão (viz. Phodrang, Punakha, Thimphu, Gasa, Paro, Ha, Dagana, e Chukha). Há também alguns falantes encontrados próximo à cidade indiana de Kalimpong, que já foi parte do Butão e hoje pertence à província de Bengala Ocidental. O estudo do dzongkha é obrigatório em todas as escolas do Butão, tendo o papel de língua franca nos distritos do sul e do leste, onde não é língua nativa.
O butanês raramente é falado fora do Butão e arredores. No entanto, o filme butanês de 2003 Viajantes e Mágicos é inteiramente nesse idioma.

## Alfabeto
O dzonga é normalmente escrito com a variante butanesa do escrita tibetana, que por sua vez se origina no alfabeto Devanágari. É conhecida como joyi (mgyogs yig) e Joshum (mgyogs tshugs ma). Os livros no idioma são geralmente impressos com fontes ucan desenvolvidas para imprimir tipos gráficos do silabário tibetano.
O alfabeto é silábico com 30 consoantes com a vogal "a" associada a cada consoante. Quando a consoante for outra, há quatro sinais diacríticos a serem apostos à consoante para isso (sons - e, i, o, u).
Há 90 símbolos para conjuntos de consoantes (também com a vogal "a" associada). Usam também os diacríticos das vogais e, i, o, u.
As sílabas são separadas por pontos.

## Vocabulário
Estas são algumas das palavras do butanês:
| སྟག་   | stag     | tâ    | tigre     |
| སྟོན་   | ston     | tön   | ensinar   |
| སྤྱིན་   | spyin    | pcing | cola      |
| རྟིངམ་  | rtingma  | tîm   | calcanhar |
| མིང་   | ming     | meng  | nome      |
| སྨོ་ཤིག་ | smo shig | 'mosh | não é?    |

## Microsoft
Em outubro de 2005, uma decisão interna da Microsoft baniu o termo "dzongkha" (nome inglês do "dzonga") de todas as companhias de softwares e materiais promocionais, substituindo-o pelo termo "tibeto-butanês" em seu lugar. Isso foi feito a pedido do governo chinês, que alega que o nome "dzonga" implica uma associação com o Dalai Lama, e consequentemente, com o movimento pela independência do Tibete. Os butaneses, que nunca estiveram sob as leis do Dalai Lama, mesmo que reverenciem o 14º Dalai Lama, ficaram perplexos com a decisão. Linguistas sustentam que a palavra "dzongkha" não possui nenhuma associação particular com o Dalai Lama.
- - Alfabeto Tibetano